# Мордовский Булак
Мордовский Булак — деревня в Алексеевском районе Татарстана. Входит в состав Родниковского сельского поселения.

## География
Находится в западной части Татарстана на расстоянии приблизительно 18 км по прямой на юго-юго-восток от районного центра Алексеевское.

## История
Основана в середине XVIII века.

## Население
Постоянных жителей было: в 1782 — 26 душ мужского пола, в 1859 — 185, в 1897 — 379, в 1908 — 452, в 1920 — 409, в 1926 — 333, в 1938 — 245, в 1949 — 222, в 1958 — 180, в 1970 — 182, в 1979 — 154, в 1989 — 146, в 2002 — 149 (мордва 73 %), 145 — в 2010.